# LibreOffice Impress
LibreOffice Impress（リブレオフィス・インプレス）は、FOSSのプレゼンテーションソフトウェアである。オフィススイートのLibreOfficeに含まれるアプリケーションの1つで、The Document Foundationによって開発が行われている。
LibreOffice Impressは、標準のファイルフォーマットとしてODFを採用している。

## 特徴
- OOXMLの読み書き[4]
- PDFのエクスポート[5]
- SVGのインポート[4]

## マニュアル等
- LibreOffice日本語ドキュメンテーションWiki（日本語）(利用方法のリンク等)